# Janelson Carvalho
Janelson dos Santos Carvalho lub Janelson (ur. 24 marca 1969 w Porto Alegre) – brazylijski siatkarz, medalista igrzysk olimpijskich i igrzysk panamerykańskich.

## Życiorys
Janelson był w składzie reprezentacji Brazylii, która zdobyła srebrny medal podczas igrzysk panamerykańskich 1991 w Hawanie. Wystąpił na igrzyskach olimpijskich 1992 w Barcelonie. Zagrał wówczas w dwóch z pięciu meczów fazy grupowej, a Brazylijczycy triumfowali w turnieju po zwycięstwie w finale nad Kubańczykami.
Janelson największe sukcesy w rozrywach klubowy odnosił z EC Banespa, w którym grał w latach 1991-1994. W sezonie 1991/1992 zdobył mistrzostwo Brazylii, wygrał klubowe mistrzostwo Ameryki Południowej i zajął drugie miejsce w klubowych mistrzostwach świata. Czterokrotnie stawał na podium brazylijskiej ligi z zespołem ECUS/Suzano w latach 1995-1998 (w na 1. miejscu w 1997). W 2000 triumfował w Pucharze Brazylii z Apan Vôlei/Blumenau. Grał także w UCS Sogipa (1985-1986), Sadia/Concórdia (1986-1990), A.D.C Pirelli (1990-1991) i we włoskim Pallavolo Gonzaga Giovani Milano (1998-1999).